# Campionat Manomanista de pilota basca
El Campionat Manomanista de pilota basca és un torneig mà a mà, o siga, per a dos pilotaris professionals de la Liga Española de Pelota a Mano.
A diferència del Quatre i Mig, en el Manomanista es pot jugar la pilota en tot el frontó, per tant, s'hi veuen partides de resistència i en què la col·locació a la canxa és fonamental.

## Història
| A.   | Campió            | Res.     | Subcampió         | Frontó    |
| ---- | ----------------- | -------- | ----------------- | --------- |
| 2019 | Irribarria        | 22—20    | Urrutikoetxea     | Bizkaia   |
| 2018 | Altuna III        | 22—18    | Olaizola II       | Bizkaia   |
| 2017 | Bengoetxea VI     | 22—14    | Irribarria        | Bizkaia   |
| 2016 | Irribarria        | 22—13    | Urrutikoetxea     | Bizkaia   |
| 2015 | Urrutikoetxea     | 22—19    | Olaizola II       | Bizkaia   |
| 2014 | Martinez de Irujo | 22—09    | Retegi Bi         | Atano III |
| 2013 | Olaizola II       | 22—07    | Martinez de Irujo | Bizkaia   |
| 2012 | Olaizola II       | 22—07    | Martinez de Irujo | Bizkaia   |
| 2011 | Xala              | 22—19    | Olaizola II       | Bizkaia   |
| 2010 | Martinez de Irujo | 22—13    | Xala              | Ogeta     |
| 2009 | Martinez de Irujo | 22—12    | Olaizola II       | Atano III |
| 2008 | Bengoetxea VI     | 22—11    | Barriola          | Atano III |
| 2007 | Olaizola II       | 22—10    | Barriola          | Atano III |
| 2006 | Martinez de Irujo | 22—17    | Olaizola II       | Atano III |
| 2005 | Olaizola II       | 22—18    | Martinez de Irujo | Atano III |
| 2004 | Martinez de Irujo | 22—12    | Xala              | Atano III |
| 2003 | Patxi Ruiz        | 22—07    | Olaizola II       | Atano III |
| 2002 | Abel Barriola     | 22—03    | Beloki I          | Atano III |
| 2001 | Beloki I          | 22—08    | Patxi Eugi        | Atano III |
| 2000 | Patxi Eugi        | 22—13    | Beloki I          | Atano III |
| 1999 | Patxi Eugi        | 22—11    | Elkoro            | Eibar     |
| 1999 | Beloki I          | 22—09    | Arretxe I         | Atano III |
| 1998 | Beloki I          | 22—13    | Patxi Eugi        | Atano III |
| 1997 | Arretxe I         | 22—18    | Aitor Elkoro      | Atano III |
| 1996 | Patxi Eugi        | 22—19    | Arretxe I         | Atano III |
| 1995 | Beloki I          | 22—15    | Errandonea        | Atano III |
| 1994 | Arretxe I         | 22—12    | Errandonea        | Ogeta     |
| 1993 | Retegi II         | 22—19    | Galartza III      | Atano III |
| 1992 | Galartza III      | 22—12    | Retegi II         | Atano III |
| 1991 | Galartza III      | 22—15    | Retegi II         | Atano III |
| 1990 | Retegi II         | 22—08    | Tolosa            | Atano III |
| 1989 | Tolosa            | 22—19    | Retegi II         | Atano III |
| 1988 | Retegi II         | 22—09    | Galartza III      | Atano III |
| 1987 | Retegi II         | 22—16    | Tolosa            | Atano III |
| 1986 | Retegi II         | 22—12    | Tolosa            | Atano III |
| 1985 | Retegi II         | 22—13    | Galartza III      | Anoeta    |
| 1984 | Retegi II         | 22—21    | Galartza III      | Anoeta    |
| 1983 | Retegi II         | 22—16    | Galartza III      | Anoeta    |
| 1982 | Retegi II         | 22—09    | García Ariño IV   | Anoeta    |
| 1981 | Retegi II         | 22—11    | García Ariño IV   | Anoeta    |
| 1980 | Retegi II         | 22—14    | Maiz II           | Anoeta    |
| 1979 | Bengoetxea III    | 22—10    | García Ariño IV   | Ogeta     |
| 1978 | Bengoetxea III    | 22—13    | García Ariño IV   | Anoeta    |
| 1977 | Gorostiza         | 22—12    | García Ariño IV   | Adarraga  |
| 1976 | Lajos             | lesió →  | Retegi I          |           |
| 1975 | Retegi I          | 22—14    | Lajos             | Anoeta    |
| 1974 | Retegi I          | 22—21    | Gorostiza         | Anoeta    |
| 1973 | Retegi I          | 22—20    | Tapia             | Eibar     |
| 1972 | Retegi I          | retirada | Lajos             |           |
| 1971 | Lajos             | 22—17    | Retegi I          | Anoeta    |
| 1970 | Retegi I          | 22—12    | Lajos             | Anoeta    |
| 1969 | Retegi I          | 22—08    | Atano X           | Bergara   |
| 1968 | Atano X           | 22—17    | Azkarate          | Anoeta    |
| 1967 | Azkarate          | 22—18    | Atano X           | Anoeta    |
| 1966 | Atano X           | 22—13    | Azkarate          | Eibar     |
| 1965 | Azkarate          | 22—17    | Atano X           | Anoeta    |
| 1964 | Azkarate          | 22—14    | García Ariño I    | Anoeta    |
| 1963 | García Ariño I    | 22—02    | Azkarate          | Beotibar  |
| 1962 | Azkarate          | 22—21    | García Ariño I    | Vitòria   |
| 1961 | Azkarate          | 22—07    | Etxabe X          | Bergara   |
| 1960 | Azkarate          | 22—19    | Ogeta             | Eibar     |
| 1959 | Ogeta             | 22—13    | García Ariño I    | Bergara   |
| 1958 | Ogeta             | 22—07    | Arriaran II       | Beotibar  |
| 1957 | García Ariño I    | 22—11    | Arriaran II       | Deportivo |
| 1956 | Arriaran II       | 22—13    | García Ariño I    | Eibar     |
| 1955 | Arriaran II       | 22—13    | Soroa II          | Eibar     |
| 1954 | Soroa II          | 22—04    | Barberito I       | Eibar     |
| 1953 | Barberito I       | retirada | Gallastegi        |           |
| 1951 | Gallastegi        | 22—14    | Akarregi          | Bergara   |
| 1950 | Gallastegi        | 22—15    | Akarregi          | Eibar     |
| 1948 | Gallastegi        | 22—06    | Atano III         | Bergara   |
| 1946 | Atano III         | 22—16    | Akarregi          | Eibar     |
| 1944 | Atano III         | 22—08    | Felipe            | Deportivo |
| 1942 | Atano III         | 22—07    | Atano VII         | Donostia  |
| 1940 | Atano III         | 22—08    | Txikito d'Iraeta  | Donostia  |

- 1942: La final la juguen Atano III i Atano VII, ambdós d'Azkoitia.

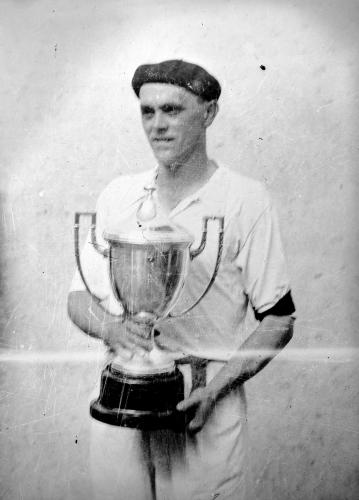
Atano III, 1946
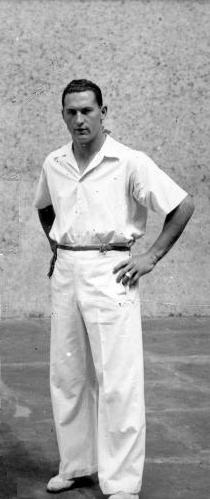
Gallastegi, 1942
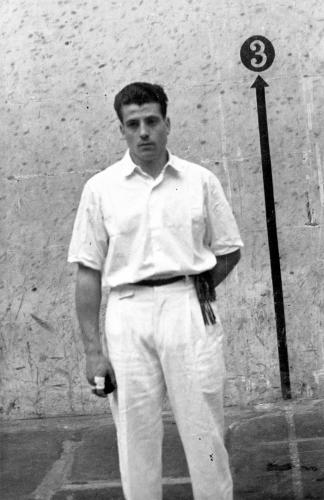
Barberito, 1960
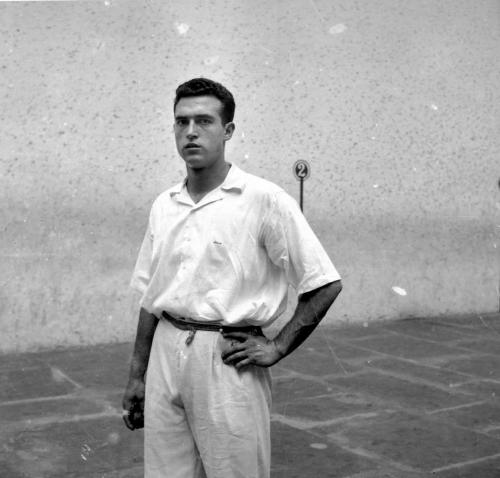
García Ariño I, 1960
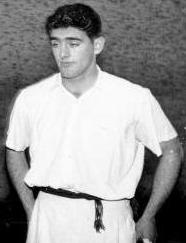
Ogeta, 1959
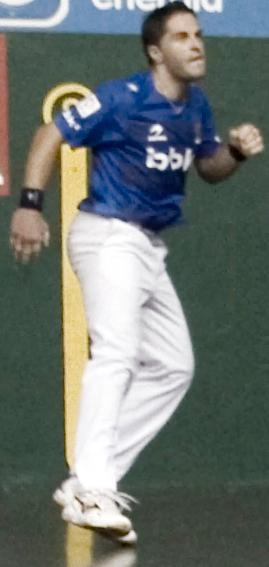
Olaizola II
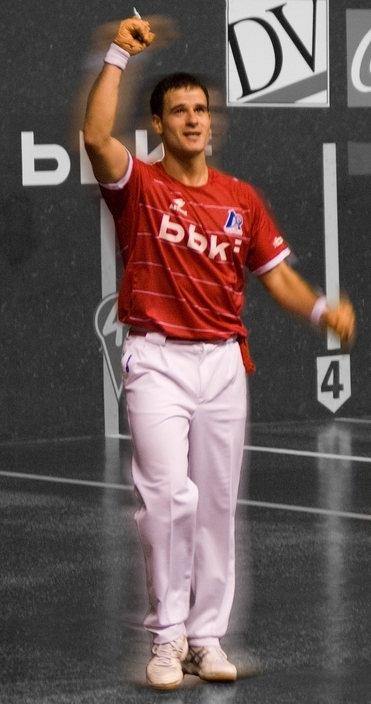
Barriola, 2008
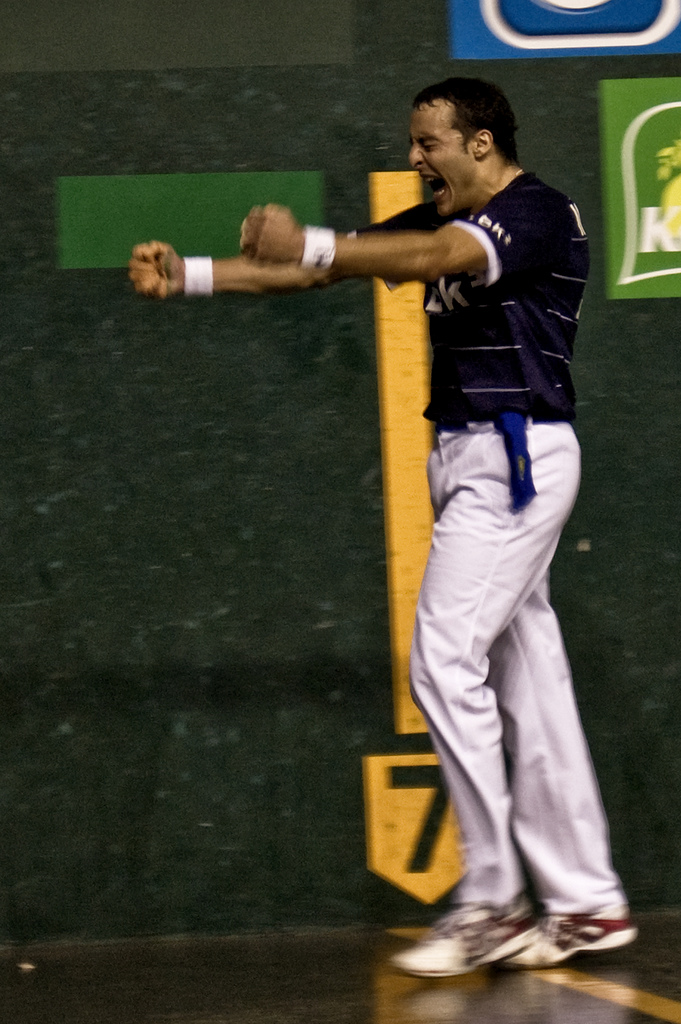
Mtez. de Irujo, 2008

Segons els aficionats, la millor final del Manomanista fon la del 1974 entre Retegi I i Gorostiza, l'un esquerrer i l'altre dretà: disputada el 13 de maig a migdia, amb Martín Ezkurra i Jesús García Ariño com a botilleros, la postura eixí favorable a Retegi, que ja havia guanyat quatre de les cinc finals anteriors: el campió dominà l'encontre fins al 16 per 12 a favor, però Gorostiza aconseguí igualar el marcador a 21; amb Retegi al traure, Gorostiza estigué a punt de salvar l'última pilotada amb una llargada que no aplegà a la xapa. Ambdós pilotaris recordaven la partida i l'última jugada com a definitòries.
- 1977: La final la juguen Gorostiza i García Ariño IV, ambdós d'Atxondo.
- 1999: S'hi juguen dos campionats paral·lels per desavinences entre les empreses organitzadores, Asegarce i Aspe.

La final del 2006 entre Martinez de Irujo i Olaizola II, emesa per EiTB, tingué un 39,3% de quota de pantalla.
- 2008: La final la juguen Barriola i Bengoetxea VI, ambdós de Leitza.

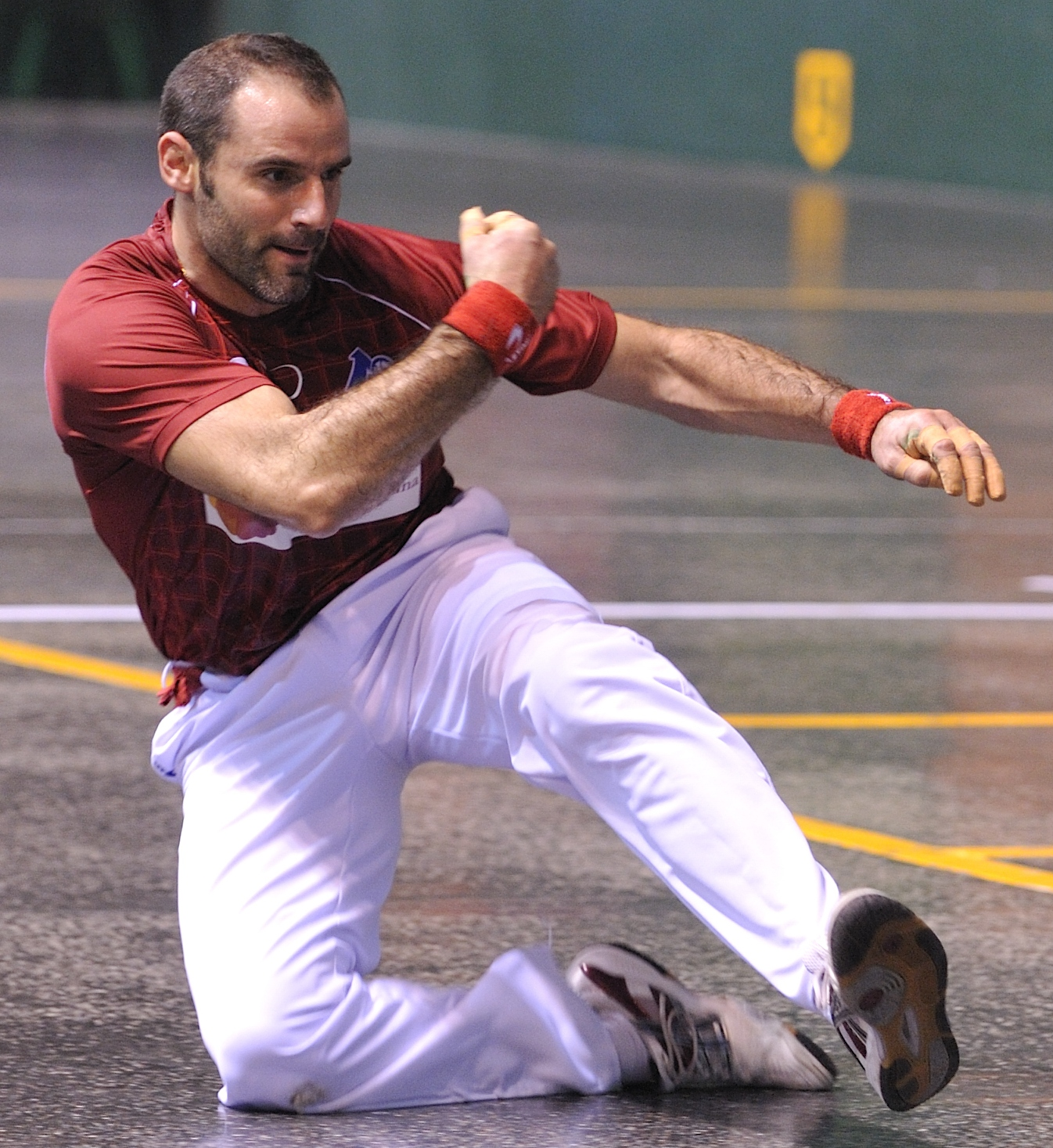
Xala, 2011

El 2011, Yves Salaberry Xala estigué a punt de no jugar per culpa d'una operació d'apendicitis el 6 de juny, però al remat no només disputà la final —ajornada primer del 12 al 19 de juny per Olaizola i, en acabant, al 3 de juliol a petició de Xala— contra Aimar Olaizola II, amb un 17 per 12 advers, sinó que la guanyà 19 per 22 contra pronòstic: el partit començà amb Xala en avantatge, però a partir del 9 a 9 i el canvi de pilota, Olaizola se situà 17 per 10 en millor forma que el seu adversari; tanmateix, Xala aconseguí dur el joc al seu terreny i, encara que Olaizola va cometre pocs errors, no era capaç de tornar les pilotades de l'esquerrà (vint dels vint-i-dos punts del guanyador foren propis, sense falta del contrari).
Fins llavors, l'únic esquerrer guanyador del Manomanista havia sigut Retegi I.
Martinez de Irujo guanyà la seua última final el 2014 front a l'aspirant Retegi Bi: el veterà no dona opció a Retegi, el qual —després de sol·licitar temps amb 7 per 1 en contra— només pogué acurtar la distància 10 a 6; llavors Irujo feu un recés i continuà marcant fins a 21 per 7; Retegi encara feu dos jocs abans del 22 a 9 final.
El 2015, Mikel Urrutikoetxea sorprengué els aficionats en véncer 19 per 22 a Olaizola en hora i mitja de partit que, al remat, es resolgué a favor de l'aspirant: mb vint-i-sis anys, Urrutikoetxea, dominà de primeres malgrat la veterania d'Olaizola (trenta-cinc anys i quatre voltes campió del mà a mà), que no es deixà avasallar i pogué igualar a 19 jocs abans que el pilotari blau fera els tres jocs decisius, els últims dos del traure.
El 2016, Iker Irribarria esdevingué el campió més jove amb dèneu anys, un rècord que fins llavors havia conservat Ruben Beloki de 1995 ençà, quan guanyà amb vint anys: Irribarria, que havia disputat el campionat des de les eliminatòries, eixí a jugar sense pressió malgrat ser la seua primera final i tindre a la contra el campió vigent, Urrotikoetxea; el partit estigué igualat fins a 11 per 13, moment a partir del qual Irribarria dominà el joc fins al 13-22 final.
El 2017 Bengoetxea VI tornà a guanyar la final, nou anys després de la primera: el seu rival, Iker Irribarria, aprofità l'altura del frontó Bizkaia per a avançar-se 5 a 1, però Bengoetxea guanyà terreny a poc a poc i aplegà a un avantatge de 12 per 17; encara que el frontó afavoria Irribarria, després d'igualar a 17 i a 18 Bengoetxea feu els últims jocs fins al 18-22 final.
La final del 2018, disputada diumenge 27 de maig al frontó Bizkaia, coronà un campió inèdit, Jokin Altuna III d'Amezketa, que superà al veterà Aimar Olaizola II amb només vint-i-dos anys: la final començà amb Olaizola sempre per davant de l'aspirant, però Altuna sabé aprofitar millor el traure i aplegà a la mitja part amb un 8 a 12 a favor; Olaizola feu els millors jocs del partit i aconseguí acurtar la distància a un joc (13 a 14), però Altuna feu el 15 clau i sentencià la partida 18 per 22 amb poca oposició. El tercer classificat del campionat fon Joseba Ezkurdia.